# Constance Wachtmeister
Constance Georgina Louise Wachtmeister, essentiellement connue sous le nom de comtesse Wachtmeister (née Constance Georgina Louise de Bourbel Montpinçon le 28 mars 1838 à Florence, en Italie, morte le 24 septembre 1910 à Londres) était une théosophe suédoise d'origine franco-britannique.

## Biographie
La famille Wachtmeister fait partie de l'aristocratie suédoise d'origine germano-balte.
Constance Wachtmeister est la fille du marquis de Bourbel-Montpinçon et de Constance Bulkley (1806-1831). Son père était un diplomate au service de la France. Ses deux parents sont morts peu de temps après sa naissance, après quoi elle fut élevée par sa tante Mme Bulkley à Linden Hill (aujourd'hui Kiln Green, Berkshire, en Angleterre), où elle a grandi et vécu jusqu'en 1863.
Le 15 août 1863, elle épousera  à Londres son cousin, le comte suédois Carl Wachtmeister (1823-1871). Ils auront un fils, Raoul-Axel Wachtmeister (1865-1947).
Son mari était depuis 1861 ambassadeur de la Suède et de la Norvège à la Cour de Saint-James au Royaume-Uni. En 1865 il deviendra l'ambassadeur de ces pays au Danemark, et sera ensuite de 1868 jusqu'à sa mort en 1871 ministre suédois des Affaires étrangères. Accompagnée de son mari, Constance Wachtmeister vécut à cette époque à Copenhague et Stockholm.
Elle s’intéressera à la spiritualité à partir de 1879 et intégrera la société théosophique en 1881. À la suite de sa rencontre avec Helena Blavatsky à Londres en 1884, une amitié se développera entre les deux femmes et Constance Wachtmeister deviendra sa secrétaire, voyageant par la suite avec elle et s'impliquant dans la direction de la société théosophique.
De 1884 à 1888 elle aura un rôle capital dans le conflit qui opposera, la société théosophique à la Hermetic Brotherhood of Luxor, car c'est grâce à son influence que les théosophistes pourront se procurer les documents de police exposant le passé criminel de Thomas H. Burgoyne, l'un des fondateurs de la H. B. of L., puis les diffuser et entraîner le démantèlement de la section anglaise de l'organisation,,,.
En 1887, elle a cofondé la Loge Blavatsky, où elle a occupé le poste de trésorier.
Elle travaillera ensuite à créer et développer la Theosophical Publishing Society qui diffusera les écrits d'auteurs du mouvement théosophique, et sera de 1888 à 1895 rédactrice de la revue Theosophical Siftings. 
En 1893, elle sera invitée par Annie Besant à venir s'installer en Inde pour y continuer son travail pour la société théosophique. 
Quand aura lieu en 1895 le fractionnement de la Société en deux organisations rivales, elle rejoindra la branche d'Adyar.
Elle voudra ensuite créer à Monte Verità, en Suisse, un monastère laïque théosophique en association avec Alfredo Pioda, Franz Hartmann et R. Thurman. Une société anonyme nommé Fraternitas sera créée à cet effet mais le projet ne passera pas la phase de planification, et sera par la suite mis en œuvre sous une forme modifiée sans la participation de la société théosophique en 1900.
Dans son livre Reminiscences of H. P. Blavatsky and The secret doctrine Constance Wachtmeister évoquera ses souvenirs du temps passé avec H. P. Blavatsky à Elberfeld, Würzburg et Ostende.

## Écrits
- H. P. B. and the present crisis in the Theosophical Society. Women's printing society, London 1895.
- Practical vegetarian cookery. Mercury Publishing Co., San Francisco 1897.
- Reminiscences of H. P. Blavatsky and The secret doctrine. Theosophical Publishing House, Wheaton 1976,  (ISBN 0835604888).